# 照谷寺 (会津若松市)
照谷寺（しょうこくじ）は福島県会津若松市にある天台宗の寺院。山号は神護山。

## 歴史
奈良時代の天平神護年間（765年 - 767年）の創建と伝わる。境内にある観音堂には聖観音が安置されており、会津三十三観音の20番札所・御山観音（おやまかんのん）として信仰されている。観音堂は平安時代の大同2年（807年）に草創されたと伝わり、別名の岩屋観音（いわやかんのん）は、かつて寺の北東側にある石峰（岩屋山）に安置されていたことによる。その後照谷寺に移され、現在の観音堂は1992年（平成4年）に新たに建てられたもの。